# 6,13-二氢并五苯
6,13-二氢并五苯是一种有机化合物，化学式为C22H16。它是埃尔布斯反应制备并五苯的中间体：
它在铜催化下加热脱氢，得到并五苯。它可以和正丁基锂反应，得到6,13-二锂代二氢并五苯。